# Little Dunham
Pour les articles homonymes, voir Dunham.
Little Dunham est une paroisse civile et un village du Norfolk, en Angleterre.